# Bara (Timiș)
Bara es una comuna ubicada en el distrito de Timiș, Rumania.

## Superficie
Posee una superficie de 70,67 kilómetros cuadrados.

## Demografía
Hasta 2021 la población era de 299 habitantes, con una densidad de población de 4,231 habitantes por kilómetro cuadrado.